# Ивама-рю
Ивама-рю (яп. 岩間流) — одно из старых направлений айкидо, созданное Морихиро Сайто, близким учеником Морихея Уэсибы, основателя айкидо. Ведет своё название от местечка Ивама, куда в 1942 году с началом второй мировой войны Уэсиба переехал из Токио. Здесь он открыл додзё, где проводил тренировки до своей смерти в 1969 году.
Следует отметить, что именно в Ивама додзё Морихэй Уэсиба завершил создание и преподавал базовые и продвинутые формы техники с пустыми руками. Также это было единственное место, где Уэсиба регулярно и систематически преподавал технику с оружием, которую он развил как неотъемлемую часть искусства айкидо. Таким образом айкидо О-Сэнсэя состоит из трёх переплетающихся дисциплин: кэн (меч), дзё (палка) и тайдзюцу (техника без оружия). Это впоследствии стало отличительной особенностью Ивама-рю от других стилей айкидо, где работа с оружием отсутствует или представлена не так явно.
В 1946 году в возрасте 18 лет Сайто начал изучение айкидо у Основателя. Сайто Сэнсэй жил в Ивама в качестве ути-дэси (внутреннего ученика) самое продолжительное время — 23 года, вплоть до смерти О-Сэнсэя в 1969 г. После смерти О-Сэнсэя Сайто Сэнсэй возглавил додзё и стал хранителем Храма Айки.
Ивама-рю оказывает достаточно серьёзное влияние на другие направления айкидо. Ещё при жизни О-Сенсея Сайто Сэнсэй смог систематизировать отдельные движения и техники с оружием в стройную систему и, к примеру, ката с дзё (31 движение), разработанное Морихиро Сайто, практикуется во всех додзё айкидо, где проводятся тренировки с оружием. Кроме различных дзё-ката, в Ивама-рю значительно время уделяется работе с боккэном — деревянным мечом (айкикэн).